# Abacetus assiniensis
Abacetus assiniensis es una especie de escarabajo terrestre de la subfamilia Pterostichinae.  Fue descrito por Tschitscherine en 1899 y se encuentra en Costa de Marfil y Sudán. 